# Marco Bos (wielrenner)
Marco Bos (Roden, 5 juli 1979) is een Nederlands voormalig professioneel wielrenner.

## Belangrijkste overwinningen
2001
- Ronde van Mainfranken

2002
- Ster van Zwolle
- 1e etappe OZ Wielerweekend

2006
- 3e etappe Olympia's Tour

2007
- Ronde van Overijssel
- Ronde van Midden-Nederland
- PWZ Zuidenveldtour

2008
- Omloop van de Glazen Stad
- PWZ Zuidenveldtour

2009
- Omloop van de Glazen Stad

## Resultaten in voornaamste wedstrijden
|      | \| Jaar \| Amstel Gold Race \| \| ---- \| ---------------- \| \| 2004 \| opgave \| \| 2005 \| opgave \| |
| Jaar | Amstel Gold Race                                                                                        |
| 2004 | opgave                                                                                                  |
| 2005 | opgave                                                                                                  |